# Plantenmorfologie
Plantenmorfologie of fytomorfologie is de studie van de vormen, zoals de organen, bij planten. De plantenmorfologie bestudeert de bouw van organen en de afgeleiden daarvan (wortel, stengel en blad) en van de orgaanstelsels (zoals bloemen, vruchten, vertakking, bladstand, knopligging). In wijdere zin omvat het ook de histologie, de anatomie en de cytologie van planten. Bij beschrijvend morfologisch onderzoek wordt getracht een "type" te ontdekken of een gemeenschappelijk bouwplan voor de soorten op te stellen. Zo kan dus een samenvatting gegeven worden van homologieën, en van evolutionair te verklaren overeenkomsten.

## Beschrijvende botanie
Een belangrijk onderdeel van de plantenmorfologie is de beschrijvende plantkunde, die zich bezighoudt met terminologie ten behoeve van de botanische beschrijving van planten, zoals zaadplanten, varens of mossen.

### Botanische beschrijving van vaatplanten
Bij de beschrijving van de vaatplanten worden achtereenvolgens levensduur en levensvorm, wortel, stengel, blad, bloem en vrucht beschreven. Niet altijd komen alle organen en onderdelen daarvan voor. Er zijn ook gemodificeerde of afgeleide vormen van de 'standaard-vormen': zo heeft de bekerplant Nepenthes ook gemodificeerde bladuiteinden in de vorm van bekers.
De levensduur van planten wordt ingedeeld op grond van het moment van bloeien en hoe vaak een plant in zijn leven bloeit (eenmaal bloeiend of meermalen bloeiend), en bij de laatste groep op grond van eventuele verhouting van de stengels (vaste plant of overblijvend kruid of houtige plant).
Bij de beschrijving van de levensvorm wordt vaak de indeling naar Raunkiær gebruikt: fanerofyt, chamefyt, hemikryptofyt, geofyt, helofyt, hydrofyt. 
Groeivormen wordt meer naar behoefte onderscheiden, zoals naaldbomen, bladverliezende loofbomen, struiken, dwergstruiken, lianen, klimplanten, pollen, hoge kruiden, breedbladige kruiden, rozetplanten, grasachtige kruiden.
Bij de beschrijving van de wortel wordt onderscheid gemaakt tussen hoofdwortel en bijwortels. Er zijn ook gemodificeerde wortels, zoals wortelknollen. Verder is de eventuele secundaire diktegroei van belang.
De stengels en takken en hun vertakkingssysteem zijn verder van belang. Er zijn ook gemodificeerde stengels, zowel ondergronds als bovengronds. De bladeren ontspruiten op de knopen. In de bladoksels ontstaan uit meristemen de tak-knoppen of bloemknoppen.
Bij bladeren zijn de knopligging (estivatie), de prefoliatie (ligging van bladeren), de bladstand (fyllotaxis) en de bladvormen van groot belang. De variatie in deze kenmerken is zeer groot.
Er zijn ook gemodificeerde bladen. Bijvoorbeeld de bekerplant Nepenthes heeft gemodificeerde bladen in de vorm van bekers (ascidia), wat samenhangt met hun functie van val voor kleine dieren.
Bloemen kunnen beschouwd worden als verkorte stengels met vruchtbare en onvruchtbare gemodificeerde bladeren. Ze kunnen alleenstaand zijn of gerangschikt in bloeiwijzen. De bloemsteel is (indien aanwezig) vaak een gemodificeerde stengel.
De vrucht kan zeer complex zijn, maar meestal zijn de volgende onderdelen te onderscheiden: zaad, zaadhuid, kiem of embryo met het pluimpje, 1 of 2 zaadlobben, de wortel en het kiemwit of endosperm.

### Botanische beschrijving van varens
Omdat het bovenstaande bouwplan niet goed past voor de varens heeft Zimmermann de teloomtheorie opgesteld om een verklaring te geven voor de vormenrijkdom. Voor de sporen, sporangia en gametangia (archegonium en antheridium) is er aanvullende terminologie.

### Botanische beschrijving van mossen, levermossen en hauwmossen

Levenscyclus van de mossen.

Mossen of Bryophyta worden hier opgevat in engere zin, dus naast de levermossen en de hauwmossen. De morfologische beschrijving van mossen berust in veel sterkere mate op anatomische kenmerken dan die van de zaadplanten.
De haploïde fase van de gametofyt begint met de spore. Deze groeit uit tot een meer of minder vergankelijke protonema of voorkiem. Hierop groeien na enige tijd de mosknoppen die uitgroeien tot de bebladerde groeiwijze en groepering van de mosplant (soms groeivorm genoemd) van belang. De stengels kunnen weer op verschillende manieren vertakt zijn. Op de stengels en takjes staan de bladeren, waaraan weer verschillende onderdelen kunnen worden onderscheiden zoals bladbasis, oortjes, bladnerven, bladschede, bladschijf, bladschouder, bladtop, bladzoom, vleugels en lamellen.
De gametangiën (archegonium, antheridium) kunnen gegroepeerd zijn in gametoeciën, tezamen met de steriel parafysen. Voor de vegetatieve vermenigvuldiging dienen de broedlichamen en broedknoppen.
De diploïde generatie is de sporofyt. De bevruchting van de haploïde eicel door een spermatozoide levert een diploïde zygote. Hieruit groeit het embryo, dat zich verder ontwikkelt. De kapselsteel draagt aan het uiteinde het sporangium, sporogoon, of '(spore)kapsel'. Het peristoom levert daarvan de meeste en belangrijkste kenmerken op voor de beschrijving.